# 田家坝组
田家坝组是位于中国陕西凤县、商县，甘肃康县一带的上白垩世地层，1974年由地质矿产部西北地质研究所齐骅等命名。该地层以紫红、土红色巨厚层砾岩为主，间夹粉砂岩。